# Ouesso
Ouesso o Ouésso (pronunciación: [weːso]) es una localidad de la República del Congo, chef-lieu del departamento de Sangha en el norte del país. Es la única localidad del departamento constituida administrativamente como una comuna.
En 2023, la comuna tenía una población de 75 095 habitantes.
Se ubica junto a la confluencia de los ríos Sangha y Ngoko junto a la frontera con Camerún, unos 600 km al norte de Brazzaville en el punto final de la carretera nacional N2.

## Historia
Se asienta sobre un territorio de selva habitado históricamente por pigmeos. Por su lejanía a la capital nacional Brazaville, ubicada en el otro extremo del país, Ouésso nunca fue plenamente colonizada por los franceses, quienes dieron amplia autonomía a los jefes tribales locales. Frente a los intereses alemanes en la zona, la misión de Alfred Fourneau de 1891 estableció aquí un puesto colonial francés. Dos décadas después se integró en el Neukamerun alemán, volviendo a territorio francés a partir de 1918. En el siglo XX se desarrolló notablemente al asentarse aquí numerosos habitantes de la selva circundante, hasta el punto de que actualmente alberga, junto con la vecina localidad de Mokéko, más de la mitad de la población del departamento.

## Administración
Es la única localidad del departamento constituida administrativamente como una comuna, un subtipo especial de los distritos mediante el cual se da un régimen administrativo especial a las principales ciudades del país. A fecha de 2009, la comuna de Ouesso se dividía en los siguientes dos arrondissements:
- Djalangoye
- Mbindjo

## Clima
Ouésso tiene un clima monzónico (clasificación climática de Köppen Am).
| Parámetros climáticos promedio de Ouesso | Parámetros climáticos promedio de Ouesso | Parámetros climáticos promedio de Ouesso | Parámetros climáticos promedio de Ouesso | Parámetros climáticos promedio de Ouesso | Parámetros climáticos promedio de Ouesso | Parámetros climáticos promedio de Ouesso | Parámetros climáticos promedio de Ouesso | Parámetros climáticos promedio de Ouesso | Parámetros climáticos promedio de Ouesso | Parámetros climáticos promedio de Ouesso | Parámetros climáticos promedio de Ouesso | Parámetros climáticos promedio de Ouesso | Parámetros climáticos promedio de Ouesso |
| Mes                                      | Ene.                                     | Feb.                                     | Mar.                                     | Abr.                                     | May.                                     | Jun.                                     | Jul.                                     | Ago.                                     | Sep.                                     | Oct.                                     | Nov.                                     | Dic.                                     | Anual                                    |
| ---------------------------------------- | ---------------------------------------- | ---------------------------------------- | ---------------------------------------- | ---------------------------------------- | ---------------------------------------- | ---------------------------------------- | ---------------------------------------- | ---------------------------------------- | ---------------------------------------- | ---------------------------------------- | ---------------------------------------- | ---------------------------------------- | ---------------------------------------- |
| Temp. máx. media (°C)                    | 31.1                                     | 31.7                                     | 32.2                                     | 32.8                                     | 31.1                                     | 30                                       | 29.4                                     | 29.4                                     | 30                                       | 30.6                                     | 30.6                                     | 30                                       | 30.6                                     |
| Temp. mín. media (°C)                    | 20.6                                     | 20.6                                     | 21.7                                     | 21.7                                     | 21.7                                     | 21.1                                     | 20.6                                     | 20.6                                     | 20.6                                     | 20.6                                     | 20.6                                     | 20                                       | 21.1                                     |
| Precipitación total (mm)                 | 55.9                                     | 78.7                                     | 149.9                                    | 127                                      | 152.4                                    | 116.8                                    | 78.7                                     | 154.9                                    | 221                                      | 226.1                                    | 152.4                                    | 83.8                                     | 1595.1                                   |
| Fuente: Weatherbase                      |                                          |                                          |                                          |                                          |                                          |                                          |                                          |                                          |                                          |                                          |                                          |                                          |                                          |